# Nococryptus angustus
Nococryptus angustus là một loài chân đều trong họ Cryptoniscoidea incertae sedis. Loài này được Schultz miêu tả khoa học năm 1977.